# Heikki Halonen
Heikki Halonen, född 2 oktober 1882 i Lapinlax, död 7 februari 1932, var en finländsk violinist. Han var bror till Pekka Halonen.
Heikki Halonen var ett av nio barn till bonden Olli Halonen (1832-1914) och Vilhelmiina Uotinen (1840-1913) och växte upp i byn Väisälänmäki. Han var bror till bland andra textilkonstnären Sohvi Halonen (1861-1920), dragspelstillverkaren Aapeli Halonen (1863-1927), målaren Pekka Halonen och målaren Antti Halonen (1870-1945). Han var kusin till skulptören Emil Halonen. 
Han studerade på Orkesterskolan i Helsingfors samt för Henri Marteau och Leopold von Auer. Han företog med framgång konsertresor i Finland från 1904 och var 1912–14 konsertmästare vid Filharmoniska sällskapets orkester i Helsingfors samt från 1913 lärare vid musikinstitutet där. 